# Архитектура Турске
Архитектура Турске или турска архитектура у периоду републике односи се на архитектуру која се практикује на територији данашње Турске од оснивања републике 1923. године. У првим годинама републике турска архитектура је била под утицајем селџучке и османске архитектуре, нарочито током Првог националног архитектонског покрета (такође званог Турски покрет неокласичне архитектуре). Међутим, почев од 1930-их, архитектонски стилови почели су да се разликују од традиционалне архитектуре, такође као резултат све већег броја страних архитеката који су позвани да раде у земљи, углавном из Немачке и Аустрије. Други светски рат био је период изолације, током кога се појавио Други национални архитектонски покрет. Слично фашистичкој архитектури, покрет је имао за циљ стварање модерне, али националистичке архитектуре.
Почев од педесетих година 20. века, изолација од остатка света почела је да се смањује, што је турским архитектама омогућило да експериментишу са новим стиловима и постају све више инспирисани радом својих колега из остатка света. Међутим, били су углавном ограничени недостатком технолошке инфраструктуре или недовољним финансијским ресурсима до 1980-их. Након тога, либерализација економије и прелазак на раст вођен извозом отворили су пут приватном сектору да постане водећи утицај на архитектуру у Турској.

## 1920-е до почетка 1930-их: Први национални архитектонски покрет
Први национални архитектонски покрет (турски: Birinci Ulusal Mimarlık Akımı) био је архитектонски покрет који су водили турски архитекти Ведат Тек (1873–1942) и Мимар Кемаледин Бег (1870–1927). Следбеници покрета желели су да створе нову и „националну“ архитектуру заснивану на мотивима селџучке и османске архитектуре. Покрет је такође означен као турска неокласична архитектура или национална архитектонска ренесанса. Остали истакнути следбеници овог покрета били су Ариф Хикмет Којуноглу (1888–1982) и Ђулио Монгери (1873–1953). Значајне грађевине из овог доба су Главна пошта у Истанбулу (1905–1909), Апартмани Таијаре (1919–1922), Истанбул 4. Вакиф Хан (1911–1926), Државни музеј уметности и скулптуре (1927–1930 ), Етнографски музеј у Анкари (1925–1928), Бебекова џамија, и џамија Камер Хатун. 
- Главна пошта Истанбула, дизајнер Ведат Тек (1905–1909)
- Унутрашњост главне поште у Истанбулу
- Истанбул 4. Вакиф Хан у Еминону, дизајнирао Мимар Кемаледин Бег (1911–1926)
- Таијаре Апартмани у Лалели, Истанбулу, архитекта Мимар Кемаледин бег (1919—1922)
- Прво седиште банке Зираат у Анкари
- Државни музеј уметности и скулптуре у Анкари, дизајнер Ариф Хикмет Којуноглу (1927–1930)
- Етнографски музеј у Анкари дизајнирао је архитекта Ариф Хикмет Којуноглу (1925—1928)
- Палата Анкара
- Основна школа у Денизли, Мустафа Кемал (1932)
- Сахат Кула Измит

## 1930-е до 1950-их: Модернизам и утицај страних архитеката
Поморски дворац Флорја Ататурк у стилу Баухауса (1935) и главна станица у Анкари у стилу арт декоа (1937) међу значајним су примерима ове ере.  Како у Турској до педесетих година није било довољно архитеката, влада је позивала разне архитекте из Немачке, Аустрије, Швајцарске и Француске, како би управљали брзом изградњом нове престонице Анкаре. Око 40 архитеката и урбаниста дизајнирало је и надгледало разне пројекте (углавном у Анкари, а у мањој мери у Истанбулу и Измиру) између 1924. и 1942. године. Међу њима су били Гудрун Баудиш, Рудолф Белинг, Паул Бонац, Ернст Арнолд Егли, Мартин Елсаесер, Антон Ханак, Франц Хилингер, Клеменс Холцмајстер, Хенри Прост, Паоло Виети-Виоли, Вернер Исел, Херман Јансен, Теодор Јост, Хајнрих Крипел, Карл Кристоф Лорхер, Роберт Оерлеи, Бернард Пфау, Бруно Таут и Јосеф Торак. 

Одабрани примери зграда из ове ере су поморски дворац Флорја Ататурк у  баухаус стилу (1935) који је дизајнирао Сејфи Аркан; железничка станица у Анкари у стилу Арт Деко (1937) коју је дизајнирао Шекип Акалин; зграда Касационог суда (1933–35) коју је пројектовао Клеменс Холцмајстер; зграда Факултета за језике, историју и географију (1937) Универзитета у Анкари коју је дизајнирао Бруно Таут; и зграда Велике националне скупштине Турске (1938–63) коју је пројектовао Клеменс Холцмајстер.
- Флорја Ататурк поморски дворац, Дизајн Сејфи Аркан, (1935) је запажена зграда у Баухаус стилу у Истанбулу.
- Главна станица у Анкари, дизајн Шекип Акалин, 1940.
- Главна станица у Анкари (1937), Арт Децо дизајн, дизајн Шекип Акалин.
- Зграда Факултета за језике, историју и географију (1937) Универзитета у Анкари
- Зграда Правног факултета (1937) Универзитета у Анкари
- Зграду Факултета за језике, историју и географију (1937) Универзитета у Анкари пројектовао је Бруно Таут.
- Зграду Велике националне скупштине Турске (1938–63) у Анкари пројектовао је Клеменс Холцмајстер.

### Други национални архитектонски покрет
Инспирисани дизајнерским карактеристикама фашистичке архитектуре у Италији и нацистичке архитектуре у Немачкој, који су тражили модерно тумачење неокласичне архитектуре (тј. архитектуре модерног доба Римског царства, према њиховим идеологијама), постојао је тренд ка стварању новог националног стила архитектуре у Турској око 1940-их.   Покрет се звао Други национални архитектонски покрет (турски: İkinci Ulusal Mimarlık Akımı). Велики број страних архитеката запослених у Турској у овом периоду (посебно из Немачке и Аустрије) био је главни фактор увођења ових архитектонских кретања и њихових стилских карактеристика. Пионири покрета у Турској били су Седад Хаки Елдем, Екрем Хаки Ајверди и Емин Онат. Да би водио овај покрет, Седад Хаки Елдем, који је био професор, држао је семинаре националне архитектуре на Универзитету лепих уметности Мимар Синан, фокусирајући се на традиционалне турске стилове кућа.
Слично њиховим савременим еквивалентима у Италији и Немачкој, владине зграде овог стила у Анкари и Истанбулу имале су типично велике размере (високи плафони, високи прозори, итд.) како би се стекао утисак снажне државне власти. Неки од њих су такође имали монументалне дизајне фасада који су подсећали на архитектуру неокласицизма; али са модернијим и једноставнијим правоугаоним облицима, симетријом, једноставношћу и општим недостатком кићености.

Неке зграде повезане са овим стилом су Опера у Анкари, коју је пројектовао Шевки Балмумку (1933–34), а обновио Паул Бонац (1946–47); зграда Главног штаба ТЦДД коју је пројектовао Бедри Учар 1938; Зграде Природно-математичког факултета и Факултета књижевности Универзитета у Истанбулу (1944–52); Аниткабир (1944–53); Седиште Истанбулског радија (1945–49); Џамија Шишли (1945–49); и спомен-обележје мученика Канаккале (1954–60). Покрет је био посебно утицајан између 1935. и 1950. Од педесетих година 20. века, утицај овог стила почео је да се смањује услед следећег таласа утицаја, посебно интернационалног стила и рационализма.
- Опера у Анкари, коју је пројектовао Шевки Балмумку (1933–34), а обновио Паул Бонац (1946–47).
- Зграда Генералног штаба ТЦДД, пројектовао Бедри Учар (1939—41).
- Халкеви у Мерсину, пројектовао Ертугрул Ментесе (1944–46).
- Природно-математички факултет Универзитета у Истанбулу и Зграде факултета за књижевност, дизајнирали су их Седад Хаки Елдем и Емин Халид Онат (1944–52).
- Аниткабир у Анкари, дизајнирали Емин Халид Онат и Ахмет Орхан Арда (1944–53).
- Истанбулска радио сала, дизајнирали Доган Ергинбас, Омер Гунеј и Исмаил Уткулар (1945).
- Споменик мученицима Канаккале, дизајнирали Феридун Кип, Доган Ергинбас и Исмаил Уткулар (1954–60).

## 1950-е и више западног утицаја
Почетком педесетих година нова генерација архитеката као што су Невзат Ерол, Тургут Кансевер, Абдуррахман Ханци, Кенгиз Бекташ, Хајати Табанлиоглу, Енвер Токај, Илхан Тајман и Јилмаз Санли постала је све значајнија у архитектонском арени. То су били архитекти који су или студирали у Европи или су имали информације о модернистичкој архитектури тог времена. Њихова потрага за модернистичком архитектуром била је у складу са интернационалним стилом и рационализмом. Међутим, развој турске економије такође је био важан фактор. Иако су турски архитекти могли да прате модерни дизајн важних архитеката тог времена, били су спутани недостатком технолошке инфраструктуре или недовољним финансијским ресурсима. 
Одабрани примери зграда из ове ере су хотел Анадолу Клуб (1951–1957) у Бујукади, који су дизајнирали Тургут Кансевер и Абдуррахман Ханци; Хилтон Истанбул Босфорус (1952–1955) који су дизајнирали Скидморе, Овингс & Мерил и Седад Хаки Елдем; Седиште општине Истанбул (1953–1960) који је дизајнирао Невзат Ерол; Пословни центар Емек (1959–1965) у Анкари, дизајнирали Енвер Токај и Илхан Тајман; и седиште компаније Текел (1958–1960) у Истанбулу, који су дизајнирали Јилмаз Санли и Илхан Тајман.

Једно од најважнијих достигнућа овог периода било је оснивање Турске коморе архитеката 1954. године. Професионалне организације за архитекте постојале су и раније, али закони за архитектонску професију нису постојали до 1954. Бруталистичка архитектура постала је популарна током 1950-их, рад Бехруза Чиниција са Блискоисточног техничког универзитета најбољи је пример ове ере.
- Хилтон Истанбул Босфорус, 1952.
- Хилтон Истанбул Босфорус
- Градска кућа општине Истанбул, 1953. године.
- Хотел Интер Континентал, некадашњи Шератон Истанбул, 1959.
- Зграда ректората техничког универзитета за Блиски исток
- Блискоисточни технички универзитет, Пешачки пут
- Блискоисточна техничка универзитетска библиотека
- Блискоисточна техничка универзитетска библиотека
- Блискоисточни технички универзитет, Архитектонски факултет
- Зграда ректората техничког универзитета за Блиски исток
- Блискоисточни технички универзитет, Архитектонски факултет
- Блискоисточни технички универзитет, Архитектонски факултет
- Блискоисточни технички универзитет, Архитектонски факултет
- Кућа Ризе Дервиш, изграђена 1956-1957
- Кућа Ризе Дервиш, инспирисана је модернистичком архитектуром, што се види не само у архитектури куће, већ и у једноставности врта и његовог намештаја
- Кућа Ризе Дервиш сматра се експерименталним пројектом у рационализму, тренду који је постао популаран након Другог светског рата
- Кућа Ризе Дервиш, изграђена 1956-1957
- Кућа Ризе Дервиш изграђена 1956-1957
- Кућа Ризе Дервис изграђена 1956-1957
- Кућа Ризе Дервиш изграђена 1956-1957

## 1960-е и 1970-е
Након државног удара 1960. године, Турска је претрпела разне врсте политичких и економских криза које су погодиле и грађевинску индустрију, као и архитектонски сектор. Упркос овим недаћама, архитекте су успеле да пројектују неке важне зграде. Напуштајући рационализам, турски архитекти су покушали да дизајнирају своје зграде у флексибилнијим и фрагментиранијим облицима. Важнија дела из овог периода су хотел Вакифлар у Истанбулу (1968, данас хотел Ceylan Intercontinental), Блискоисточни универзитети техничких универзитета (1961) у Анкари, Тржиште произвођача Истанбула (1959), Зграда турског историјског друштва (1967), Гранд Анкара Хотел (1960, данас хотел Риксос Гранд Анкара) и Културни центар Ататурк (1969) у Истанбулу. 

Као резултат економских и социјалних турбуленција, архитектура у Турској је такође патила током 1970-их. У овом периоду није било значајнијих открића. Неки од важних дизајна из 1970-их су Зграда удружења турског језика (1972), библиотека Ататурк (1973) и Арена Абди Ипекчи (1979).
- Хотел Радисон Блу у Анкари, 1964.
- Културни центар Ататурк (1969) на тргу Таксим у Истанбулу
- Босфорски мост (1973.) у Истанбулу
- Хотел Мармара (1976) на тргу Таксим
- Зграда БДДК (1975) у Анкари

## 1980-е и 1990-е
У јануару 1980. влада премијера Сулејмана Демирела започела је спровођење далекосежног програма реформи који је дизајнирао тадашњи подсекретар премијера Тургут Озал да би турску економију преусмерио на раст вођен извозом. Ове реформе имале су позитиван ефекат на грађевинску индустрију и архитектуру. Турске архитекте и добављачи представили су током 1980-их нове методе као што су префабрикација и системи зидних завеса. Поред тога, повећала се производња челика, алуминијума, пластике и стакла, што је архитектама омогућило да се ослободе крутих облика.
До 1980-их, владин сектор је био водећи клијент по питању архитектуре и грађевине. Међутим, либерализација економије отворила је пут приватном сектору да постигне водећи утицај. Међу значајне архитекте из овог периода убрајају се Бехруз Чиници, Мерих Карааслан, Севинч Хади, Шандор Хади, Ерсен Гурсел, Мехмет Чубук, Доган Текели, и др.  

## 21. век
- Кула Финансбанке и истанбулски сафир на авенији Бујукдере
- Зорлу Центер
- Зорлу Центер
- Тржни центар Канјон
- Кула Ис Банке (1995—2000) у Левенту, Истанбул
- Истанбулски сафир у Левенту (2006–2011) тренутно је највиша зграда у Истанбулу и Турској и четврта по висини у Европи.[27]
- Истанбул
- Бурса
- Међународни аеродром Есенбога (2006) у Анкари.
- Тематски парк Минисити, Анталија (2004)
- Културни центар, Јалова (2011)
- Маслак бр.1 пословна зграда, Истанбул (2014)
- Зорлу центар, Истанбул (2013)
- Ст. Регис, Истанбул (2015)
- Јаликавак Палмарина, Бодрум (2014)
- Измир, аеродром Аднан Мендерес
- Џамија Сакирин, верује се да је архитекта џамије прва жена која је дизајнирала џамију. (2009)
- Џамија Ахмед Хамди Аксеки
- Џамија Ахмед Хамди Аксеки
- Измир Фолкарт Куле
- ТВ Радио торањ, Истанбул
- Скајленд Истанбул
- Ле Меридиен у Етилеру, Истанбул
- Мистрал Офице Торањ у Измиру
- Мост Јавуз Султан Селим (2016)
- Мост Јавуз Султан Селим (2016)